# Ron Davies (fotbalista)
Ronald Tudor Davies (25. května 1942, Holywell – 24. května 2013, Albuquerque) byl waleský fotbalista. Hrál jako útočník, především za Southampton FC.

## Hráčská kariéra
Ron Davies hrál jako útočník za Chester City FC, Luton Town FC, Norwich City FC, Southampton FC, Portsmouth FC, Manchester United FC, Millwall FC, Dorchester Town a v NASL za Los Angeles Aztecs, Tulsa Roughnecks a Seattle Sounders.
Za Wales hrál 29 zápasů a dal 9 gólů.

## Úspěchy
Individuální
- Král střelců anglické ligy: 1966/67, 1967/68